# Ludwig von Mörner
Ludwig von Mörner, född 1468, död 1531 i Clossow, var rikskammarråd i Brandenburg. Han var ägare till last på ett fartyg som kapas av svenskar utanför hamnen i Riga på 1500-talet.

## Biografi
Ludwig von Mörner föddes 1468. Han var son till översten Hans von Mörner för ett infanteriregemente i Brandenburg och Hedvig von Schlaberndorff. Von Mörner var som sin fader överste för ett infanteriregemente i Brandenburg. Han avled 1531 i Clossow.
Han och hans söner gjorde flera besök i Sverige och försökte få ersättning för sina förlorade varor. 

### Familj
Von Mörner var gift med Dorotea von Bellin, dotter av Joakim von Bellin till Karwensee och Magdalena Barleben. De fick tillsammans barnen överjägmästaren Henrik von Mörner (död 1547) och Joakim von Mörner (1506–1576).